# Gloria García Cuadrado
Gloria García Cuadrado (Barcelona, España, 14 de enero de 1974) es una física teórica de formación y divulgadora científica. Se ha dedicado a promociona la ciencia y a participar en actividades de comunicación científica. Trabaja en el sector aeroespacial.
Adquirió su interés por la ciencia a través de los divulgadores Carl Sagan y Stephen Hawking, autor de Breve Historia del Tiempo y con quién García Cuadrado debatió acerca de algunos postulados que ella había formulado.
Se graduó en Física en la facultad de la Universidad de Barcelona. Posteriormente consiguió el máster en Física Teórica y el diploma en Estudios Espaciales, especializándose en Negocio y Gestión Espacial, por la Universidad Internacional del Espacio, en California, Estados Unidos. Ha sido investigadora en el Instituto de Estudios del Espacio de Cataluña. Fue Jefa de Vuelo Espacial Humano y de Conceptos Avanzados en el "Aerospace Research & Technology Centre" (CTAE - Centro de Tecnología Aeroespacial), una fundación privada sin fines de lucro creada en 2005 por la Academia, Gobierno e Industria de Cataluña con el objetivo de promover la innovación y mejorar la competitividad industrial. También ha sido directora general en el Clúster Aeroespacial de Cataluña, reuniendo a más de 80 empresas, universidades, centros tecnológicos y del gobierno, dedicados a la mejora a la industria aeroespacial.
Gloria ha tomado parte en numerosos simposios y congresos profesionales, además de publicar artículos en muchas revistas de índole profesional. Ha colaborado con diversas administraciones y entidades en programas de comunicación científica, ejerciendo como directora y colaboradora en este campo para programas televisivos en canales como Discovery Max o RTVE.

## Divulgación científica
La divulgación científica es una parte importante de su carrera. Está profundamente convencida de la necesidad y los beneficios de promocionar la ciencia entre el público general y es una apasionada partidaria de la educación científica, estando siempre activamente comprometida en esta área y siendo directora científica de gran cantidad de eventos y programas de los medios y televisiones del país.
Para ella, el panorama en los medios de comunicación en cuanto a la divulgación científica es preocupante y, revertir la situación es responsabilidad de los medios de comunicación y también de las personas dedicadas a la ciencia. Declara que, científicos y científicas deben hacer un esfuerzo importante por acercar la ciencia a la sociedad, ya que, no está en un escaparate al que la gente tiene que acudir a verla, sino que la ciencia debe involucrarse en la sociedad. Añade también un tercer protagonista en esta problemática: el gobierno. Y aboga porque este incorpore medidas para impulsar la ciencia por Decreto Ley, por ejemplo, con programas de divulgación científica y una sección en todos los telediarios.
Entre las entidades con las que ha participado en el ámbito de la divulgación científica destacan:
- Gobierno de Cataluña
- Gobierno de España
- Ayuntamiento de Barcelona
- Cosmocaixa (Museo de Ciencias de Barcelona)
- Fundación Catalana de Investigación e Innovación ("Catalan Foundation for Research and Innovation", FCRI)
- Exporecerca Jove/MAGMA (Feria anual organizada por jóvenes estudiantes donde estos exhiben los resultados de sus investigaciones)
- ESA - "Take your classroom into Space" (Parte del programa educativo de la ESA sobre la dirección humana de vuelo espacial)
- Canal Discovery Max (colaboradora)
- Órbita Laika (Directora científica y colaboradora)
- Starmus - Festival/evento en el que "las mentes más grandes en la exploración del espacio, la astronomía, la cosmología y la ciencia planetaria, se reúnen para una semana de conversaciones increíbles, de intercambio de información, y de valoración de los conocimientos que tenemos del espacio y el universo" [8]

Su afán divulgativo lleva una gran carga humana, así como la intención de desarrollarlo con un lenguaje y contenido que sea accesible al público general y que despierte la curiosidad en este. De hecho, "Sed curiosos" es uno de sus lemas. En 2017, sumó una nueva actividad divulgativa a todas las que ya aunaba, la creación de un blog donde compartir artículos científicos y reflexiones sobre la ciencia y la vida, y como estas se relacionan.

## Publicaciones
- "Nanosatellites, the Tool for a New Economy of Space: Opening Space Frontiers to a Wider Audience" (2017) [10]  Revista "Aeronautics and Aerospace Engineering" - septiembre de 2017
- Observatorio industrial de la competitividad (2009)  Para el COEIC (Colegio Oficial de Ingenieros Industriales de Cataluña) - Año 2009
- "Gravitational Waves in the Hyperspace" (2009) [11]  Publicación en colaboración con Christian Corda y Giorgio Fontana
- "Feasibility Study for Spaceport X intended for Space Tourism" (2008)  Proyecto de I + D en el centro "Aerospace Research and Technology Centre" para cliente externo - Año 2007-2008

- "Feasibility Study for an Orbital Space Hotel" (2008) Proyecto de I + D en el centro "Aerospace Research and Technology Centre" para cliente interno - Año 2007-2008
- "Building the next Generation of Spaceports" (2008)  Primer simposio de la IAA (International Academy of Astronautics) sobre el acceso privado de la humanidad al espacio - mayo de 2008

- "A general scheme for obtaining graviton spectrums"  (2006) [12] Revista "Physics A: Mathematical and General"  Volumen 39 - Páginas: 6401-6406  - 26 de mayo de 2006

- Investigación aeronáutica en las agencias espaciales: El paradigma NASA (2006) Revista del Barcelona-Sabadell Aero Club  Volumen 1 - Páginas 25-30 - Primer trimestre de 2006

- Caso de estudio: "A conceptual Astrobiology Mission to Europa" (2002) Libro "Alone: A Discovery Source Book for Astrobiology"  Páginas 164 – 192 - Año 2002

- "Future Astrobiology missions: Europa (2002)" Libro "Alone: A Discovery Source Book for Astrobiology"  Páginas 78 – 83 - Año 2002

- "Hands-on in the Study of Gravitational Waves" (2002) Libro de resúmenes de la ESA para el WSC-IAF de 2002

## Apariciones en los medios
- "Puerta de Entrada". Artículo de opinión sobre la importancia de la aviación en general. Periódico La Vanguardia, 20 de junio de 2010.[13]
- “El Aeroespacial Pasa la Prueba con Nota“. Artículo de opinión y reflexión acerca de la valoración de los productos catalanes en la Feria de París-Le Bourget, referencia mundial del sector aeroespacial. Periódico La Vanguardia, 10 de julio de 2011.[14]
- Intervención en TV en directo para el canal TV3 de Cataluña, sobre la importancia del sector aeroespacial y la capacidad para una visión estratégica. Programa acerca del último y definitivo programa de vuelo del STS-135 Atlantis.  Canal TV3, 21 de julio de 2011.[15]
- "Tertuliana Rosa". Artículo de opinión sobre la ausencia de la ciencia entre los referentes la juventud, y los caminos que deben llevar a su auge y comprensión en ella. El título del artículo hace referencia a la profesión deseada por buena parte de la juventud cuando es preguntada por su futura profesión.  Periódico La Vanguardia, 9 de agosto de 2010.[16]
- "El sector espacial en Cataluña". Intervención en la red de televisiones locales, canal "Economical Channel", acerca de la importancia de la comunicación científica.  Local Television Network, Economical Channel, 20 de febrero de 2012.[17]
- "Conmemorando los 40 años del ser humano en la Luna". Sección de TV en el canal TV3 de Cataluña, en la que se conmemora el 40.º aniversario de la misión Apollo que llevó al ser humano a la Luna.
- "Contribución catalana a la misión SMOS de la ESA para observación de la Tierra". Sección en el canal TV3 de Cataluña, comentando la participación en esta importante misión de la ESA.
- Más de 500 preguntas sobre ciencia contestadas al público general en el sitio web "Terra Networks", en su canal de ciencia. (1999-2004)
- "¿Riesgo nuclear a bordo de la aeronave Cassini-Huygens?". Artículo para la revista Buran (revista de la Rama de Estudiantes del IEEE de Barcelona), año 1997, número 10.
- "Pasado, presente y planes de las investigaciones astrobiológicas:  Exploración dentro del Sistema Solar". Título original: "Past, Present and Planned Astrobiology Investigations: Exploration inside the Solar System". Participación en el libro "Alone: A Discovery Source Book for Astrobiology", de la editorial del ISU (International Space University), publicado en Estrasburgo, Francia. Páginas 10-21, año 2002.
- "Vestigios de gravitones en el contexto de la Teoría de Cuerdas". Título original: "Relic gravitons in the context of String Theory". Sexto simposio internacional LISA, para el Centro de Vuelo Espacial Goddard de la NASA. Editorial "American Institute of Physics". Volumen 873, páginas 99-104. 19-23 de junio.
- "Turismo espacial: Billeta para un nuevo viaje". Para la revista del Club Aéreo de Barcelona-Sabadell. Segundo trimestre de 2004, páginas 10-15.
- "Diagnosis del Sector Aeroespacial". Publicación para el COEIC (Colegio Oficial de Ingenieros Industriales de Cataluña), acerca del sector aeroespacial de Cataluña. Año 2009.
- "El gran reto de las ondas gravitacionales; Una nueva ventana en el universo". Título original "The Big Challenge of Gravitational Waves; A new Window in the Universe". Colabora con Christina Corda, y Herman J. Mosquera Cuesta. Editorial "Nova Science Publishers", New York. Año 2011.[18]
- "Los centros de la Agencia Espacial Europea". Revista "Expo-ESA 2000: El espacio a tu alcance", Cataluña, España. Páginas 23-29. 12 de mayo de 2000.
- "El puerto espacial europeo: Kouru". Revista "Expo-ESA 2000: El espacio a tu alcance", Cataluña, España. Página 36. 12 de mayo de 2000.
- "El hotel espacial Galactic Suite". Título original: "The Galactic Suite Space Hotel". Actas para el simposio del 59.º Congreso Internacional Astronáutico, celebrado en Glasgow, Escocia. 29 de septiembre de 2008 - 3 de octubre de 2008.
- "El Sistema Galileano". Para la revista del Club Aéreo de Barcelona-Sabadell. Segundo trimestre de 2004, páginas 18-21.
- "Hacia una nueva era en la investigación de ondas gravitacionales: Ondas Gravitacionales de Alta Frecuencia". Título original: Title: Towards a new Era in Gravitational Wave Research: High Frequency Gravitational Waves. Editado por el AIP (American Institute of Physics), con motivo del fórum internacional SPESIF (Space, Propulsion & Energy Sciences International Forum". Von Braun Center, Huntsville, Alabama, Estados Unidos. 24 de febrero de 2009 - 27 de febrero de 2009.

## Premios y reconocimientos
- TVE Directora de Ciencias y Colaboradora en TVE (2016)  Directora de Ciencias y colaboradora para el programa de Televisión Española "Órbita Laika: La Nueva Generación", fundado por la agencia española gubernamental FECYT (Fundación Española para la Ciencia y Tecnología).
- Consultora científica para el grupo editorial RBA (2015)  Coordinadora y escritora para un colectivo dedicado a la Ciencia Espacial y a la misión Apollo XI.

- Consejera científica para el canal internacional Discovery Channel (2014)  Consultora científica para la serie de televisión para España "El mago Pop" del canal Discovery Channel.  Consejera para los vuelos de gravedad cero. Organizadora de la participación del profesor Stephen Hawking, Mr. Peter Diamandis (presidente de la fundación X-Prize) y el profesor Jorge Wagensberg (anteriormente director del Museo de Ciencia de Barcelona).

- Invitada para la convocatoria de "Ecotendencias - El futuro de la aviación" (Barcelona, 2012)  Simposio para introducir las nuevas tecnologías y productos que allanen el camino al futuro de la aviación.

- Invitada para la convocatoria de la ESA para la ronda de presentaciones de ESINET (enero de 2012)  ESINET es el departamento oficial de la ESA (Agencia Espacial Europea) para promover "start-ups", "spin-offs" y "spins-in" y el desarrollo de nuevas tecnologías comerciales.

- Ponente invitada para el Simposio Internacional del Vuelo Espacial Privado y Comercial (ISPCF) (New Mexico, Estados Unidos, octubre de 2010)  El ISPCF es el simposio líder que aborda el futuro mercado del acceso comercial al espacio, incluido el turismo espacial.

- Ponente invitada a la "International World Expo" (Shanghái, julio de 2010)  Participan parte de la Delegación Oficial del Consejo de la Ciudad de Barcelona, para promover actividades económicas en dicha región. Se presenta una conferencia de las actividades aeroespaciales en Cataluña para la comunidad aeroespacial china.

- Ponente invitada para el primer simposio de la IAA en relación al Acceso Privado de la Humanidad al Espacio (Archaron, Francia, mayo de 2008)

- Miembra del grupo de las Ondas Gravitacionales de Alta Frecuencia (HFGW) (2006)  El grupo HFGW es una entidad internacional de investigadores expertos en las ondas gravitacionales, concretamente, en las de alta frecuencia. El grupo se centra en la potencial aplicación de estas ondas. Miembra desde 2006.

- Receptora de la beca "Space Business Management" por parte de la ESA y el gobierno de Cataluña (2002)  Beca concedida por la ESA (Agencia Espacial Europea) y el gobierno de Cataluña, para asistir al curso de la Universidad Internacional del Espacio, finalizando con la obtención del diploma en Estudios Espaciales (Space Studies - Space Business Management) en California, Estados Unidos.

- Destinataria de la subvención de la campaña de vuelo parabólico de la ESA (2001)  Concedida por la ESA para dirigir un experimento de condiciones de microgravedad a bordo del Airbus A-300 operado por Novespace desde el aeropuerto de Burdeos-Mérignac, Francia.

- Beneficiaria de la subvención europea del Puerto Espacial Europeo de la ESA (2000)  Concedida por la ESA, CNES (Agencia Espacial Francesa), el Centro Espacial Guiana y el patrocinador privado Mr. Eric Tilenius, para formar parte un equipo de profesionales que visitaría el Puerto Espacial Europeo en Kourou, Guinea Francesa.

- Destinataria de la beca del Congreso Astronáutico Internacional de la ESA (2000)  Concedida por la ESA para asistir al Congreso de la Federación Astronáutica en el año 2000, en Río de Janeiro, Brasil.

- Beneficiaria de la Competencia en investigación FPI por el Gobierno de Cataluña (2000)  Concedida por el gobierno de Cataluña, Genaralitat de Cataluña, para dirigir la competencia en investigación de la física teórica en Barcelona, España.

- Beneficiaria de beca universitaria (1996)  Concedida por el Ministerio de Educación y Ciencia (MEC) con una beca de un año que cubre los primeros años de la carrera en Física, merced a la obtención de la nota más alta en C.O.U. (Matrícula de Honor). Barcelona, España.

- Miembra del equipo de la organización Starmus  Starmus es un congreso de primer nivel que une a las mentes científicas más brillantes de nuestro tiempo para contribuir al disfrute de la ciencia y ayudar a construir un futuro mejor.